# Duguwa
Duguwa ist der Name der Dynastie, die seit Anbeginn bis 1068 n. Chr. über das Reich von Kanem im Tschadseegebiet herrschte.

## Einwanderer des zerfallenden assyrischen Weltreiches: 600 v. Chr.
Man nahm zunächst an, dass die Duguwa direkte Vorfahren der Sefuwa-Humewa waren und datierte sie trotz fehlender Synchronismen unmittelbar auf die Zeit davor.    Al-Ya'qubi  erwähnt jedoch im 9. Jahrhundert n. Chr. einen König Kak.r.h, der im Diwan  nicht auftaucht. Neueren Forschungen zufolge bezeichnen die ersten zehn Königsnamen des Diwan nicht die vorislamischen Sakralkönige Kanems, sondern Könige des alten Vorderen Orients. Sie dienten offensichtlich dazu, Hinweise zur Geschichte der Einwanderer zu liefern, die den Staat Kanem um 600 v. Chr. als Nachfolgestaat des zerfallenen Assyrischen Weltreiches  westlich des Tschadsees errichteten.

## Erste Dynastie Kanems: Nachfahren altorientalischer Könige babylonischer Tradition
Die arabische Königschronik Diwan datiert Duku, den Ahnherrn der Duguwa, zusammen mit Sef, den Ahnherrn der Sefuwa, in die Zeit des biblischen Patriarchen Abrahams. Sie hat die Reihung Sef, Abraham (arabisch: Ibrahim), Duku. Aufgrund ihrer Abstammung von Sef und Duku sind die Duguwa eigentlich als Sefuwa-Duguwa zu bezeichnen. Die arabischen Geographen erwähnen die von den Duguwa geführte Herrscherschicht unter dem Namen Zaghawa und legen damit eine gewisse Ähnlichkeit mit anderen historischen Zaghawa des West- und Zentralsudan nahe.  Allerdings waren die historisch bezeugten Zaghawa, im Gegensatz zu den heutigen Zaghawa des Grenzgebietes vom Tschad und Sudan, keine Nomaden.
Abd-al-Jalil war der einzige im Diwan erwähnte König der Duguwa, der tatsächlich in Kanem herrschte. Seine Regierungszeit erstreckte sich von 1064 auf 1068. Im Rahmen der Islamisierung wurden die Sefuwa-Duguwa 1068 n. Chr. von den Sefuwa-Humewa gestürzt. Allmählich marginalisiert, überleben sie heutzutage in der Schmiedekaste gleichen Namens in Kanem östlich des Tschadsees.

## Tabelle der Duguwa-Könige: 600 v. Chr. bis 1068 n. Chr.
| Name des Königs    | Veraltete Datierung | Historischer Name und Datierung   | Identität                                                       |
| ------------------ | ------------------- | --------------------------------- | --------------------------------------------------------------- |
| Sef                | ca. 700             | Sargon von Akkad (2334–2279)      | Gründer des akkadischen Weltreiches                             |
| Ibrahim            | ca. 740             | Abraham                           | Legendärer Erzvater Israels                                     |
| Dugu               | ca. 785             | Hammurabi (1792–1750)             | Gründer des amoritischen Reiches                                |
| Fune               | ca. 835             | Pûl/Tiglat-pileser III. (744–727) | Gründer der neuassyrischen Weltreiches                          |
| Arsu               | ca. 893             | Rusâ/Ursâ I (730–713)             | 6. König von Urartu                                             |
| Katur              | ca. 942             | Kutir-Nahhunte I. (1730–1700)     | 22. König von Elam                                              |
| Buyuma             | ca. 961             | Bunuma-Addu (c. 1770)             | 1. König von Nihrija/Nairi                                      |
| Bulu               | ca. 1019            | Nabupolassar (626–605)            | 1. neubabylonischer König                                       |
| Arku               | ca. 1035            | Assur-uballit II. (612–609)       | Letzter König Assyriens                                         |
| Shu                | ca. 1077            | Sammuramat                        | Regentin zu Beginn der Regierung des Adad-nīrārī III. (810–783) |
| unbekannt          | ?                   | ?                                 | ?                                                               |
| Abd al-Jalil/Selma | ca. 1081            | Erster König der Duguwa: 1064-8   | Nach Kak.r.h erster bekannter König Kanems                      |